# Heath Slater
Heath Miller (Pineville, Virgínia de l'Oest, 15 de juliol de 1983), més conegut com a Heath Slater és un lluitador professional estatunidenc que treballa actualment a la World Wrestling Entertainment lluitant a la marca Raw. Abans de treballar a la WWE va participar en diverses promocions independents. Posseeix tres regnats com a Campió en Parelles amb el seu company Justin Gabriel.

## World Wrestling Entertainment

### Territori de desenvolupament
Al desembre de 2006 va signar un contracte amb la WWE i va ser assignat a la Deep South Wrestling (DSW) a Atlanta, Geòrgia. Quan la WWE es va separar de la DSW, fou traslladat a la Florida Championship Wrestling (FCW) a Tampa, Florida.
Va començar a defensar el Campionat Sureny Pes pesant de la FCW per ajudar el campió en aquell moment, Ted DiBiase, Jr., qui va patir una lesió i va deixar el títol vacant; el 19 de gener de 2008 Heath va ser declarat campió.
Durant el show setmanal de la FCW del 22 de març va lluitar contra el Campió de pes pesant de Florida de la FCW Jake Swagger en un combat d'unificació d'ambdós títols, on va ser derrotat.
L'11 de setembre de 2008 va guanyar el Campionat en Parelles de Florida junt amb Joe Hennig, al derrotar a Scotty Goldman & Kafu i Nic Nemeth & Gavin Spears.
El 13 d'agost de 2009 va derrotar a Tyler Reks, guanyant el Campionat Pes pesant de Florida de la FCW en una lluita on també participava Joe Hennig. Però el 24 de setembre va perdre el FCW Florida Heavyweight Championship contra Justin Gabriel.

### 2010
Va debutar a la primera temporada del programa NXT com a face, en un tag team junt amb Christian, el seu professional, contra Michael Tarver i Carlito.
Ell i els altres set rookies de NXT van interferir en una lluita titular entre John Cena i CM Punk, atacant-los a ambdós i també als comentaristes i altres personal de la WWE; amb això va canviar a heel.
Durant diverses setmanes els sets rookies que van quedar atacaven als lluitadors de Raw i van arribar fins a WWE Fatal 4-Way, on va evitar que John Cena retingués el seu títol contra Sheamus.
En la següent edició de Raw foren contractats per Vince Mcmahon a qui també varen atacar posteriorment, formant el grup The Nexus.
A SummerSlam els Nexus foren derrotats en un elimination match; ell fou eliminat per Daniel Bryan.
El 25 d'octubre a Raw va guanyar, junt amb Justin Gabriel els Campionats en parelles de la WWE al derrotar els seus companys David Otunga & John Cena.
El 6 de desembre, amb el seu company Justin Gabriel, van perdre els Campionats en parelles contra Santino Marella i Vladimir Kozlov, per una distracción que va provocar John Cena. En el TLC (2010) van interntar recuperar els campionats, però van perdre perquè Michael McGillicuty va atacar als seus oponents. Dos setmanes després, junt amb els altres membres de The Nexus van proclamar a CM Punk com a nou líder.

### 2011
El 10 de gener CM Punk va exigir una iniciació per romandre dins del grup, cosa que va provocar la seva sortida del grup, junt amb Justin Gabriel per negar-se a realitzar la prova. Aquella mateixa setmana va aparèixer amb Justin Gabriel a SmackDown atacant a Big Show per ajudar a Wade Barrett.
El 21 de gener va ser traspassat a SmackDown, junt amb Justin Gabriel on van anunciar la creació del grup The Corre junt amb Wade Barrett i Ezekiel Jackson.
Va participar en el Royal Rumble (2011) però no va aconseguir guanyar. El 20 de febrer a Elimination Chamber 2011 es va coronar per segona vegada com a Campió en parelles junt amb Justin Gabriel.
El 21 de febrer, junt amb Justin, van perdre els campionats però els van recuperar la mateixa nit.

## En lluita
- Moviments finals
  - Sweetness (Jumping Russian legsweep) - 2008-present
  - Jumping neckbreaker slam

- Moviments de firma
  - Spinning spinebuster
  - Flapjack

Actualment a format un grup anomenat 3MB.

## Campionats i triomfs
- Georgia Championship Wrestling

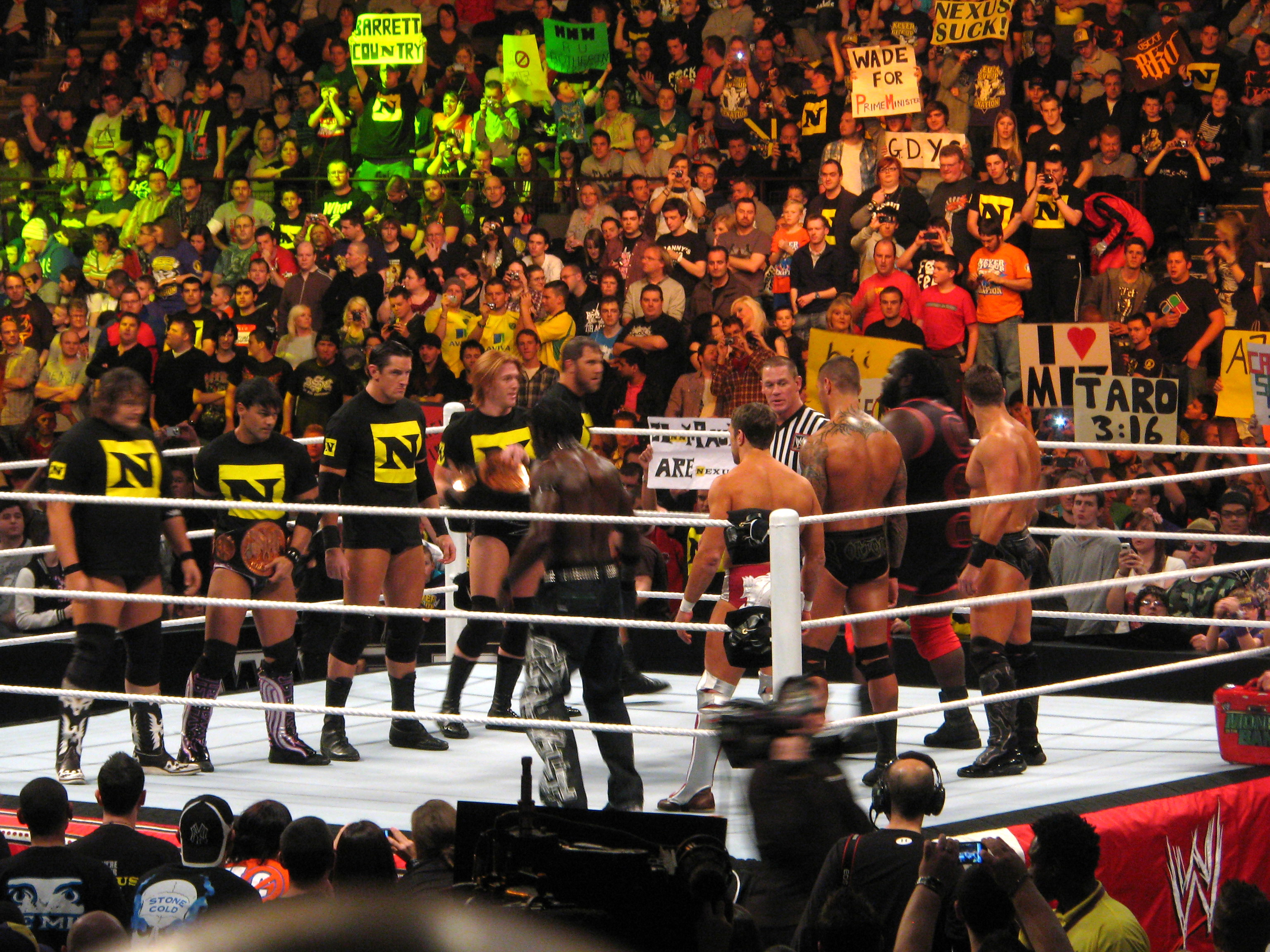
Heath Slater junt amb Justin Gabriel com a Campions en Parelles

  - GCW Television Championship (1 vegada)
- World Wrestling Entertainment
  - WWE Tag Team Championship (3 vegades) - amb Justin Gabriel
- Florida Championship Wrestling
  - FCW Florida Heavyweight Championship (1 vegada)
  - FCW Southern Heavyweight Championship (1 vegada)
  - FCW Florida Tag Team Championship (1 vegada) - amb Joe Hennig
- Pro Wrestling Illustrated
  - Situat en el Nº192 en els PWI 500 de 2009